# Anes Krivic
Anes Krivic (* 6. Oktober 1989) ist ein ehemaliger Fußballspieler mit bosnisch-herzegowinischer Staatsbürgerschaft. Da er schon im Nachwuchsbereich spielte, gilt er einem Österreicher gleichgestellt.

## Karriere
Der Stürmer begann seine fußballerische Laufbahn mit sechs Jahren in den Nachwuchsmannschaften des ASK Knittelfeld, ehe er 2001 zur Nachwuchsabteilung des FC Zeltweg wechselte. Auf Grund seines Talents wurde Krivic 2005 vom DSV Leoben für die Amateurmannschaft verpflichtet. Nachdem er in der Saison 2007/08 in 20 Spielen zehn Treffer erzielen konnte, wurde er in den Kader der Profis aufgenommen. Am 18. Juli 2008 kam er bei der 0:1-Heimniederlage gegen den FC Magna Wiener Neustadt zu seinem ersten Einsatz in der Profimannschaft der Leobener.
Krivic verbrachte zwei weitere Saisonen beim DSV Leoben, wo er besonders durch seine Kopfballstärke und seinen Kampfgeist auffiel. Auf ihn aufmerksam wurde auch der FC Pasching, der Krivic im Sommer 2010 verpflichtete. Jedoch fiel er dort nach wenigen Spielen dem System zum Opfer und wechselte im darauffolgenden Jahr zum ESV Knittelfeld in die Oberliga. Dort blieb er zwei Jahre, bevor er sich im Sommer 2013 dem SV Rottenmann anschloss. Nach einer Spielzeit kehrte er zum FC Zeltweg zurück, wo er seine Laufbahn beendete.